# Stagione di college football 2016
La stagione di college football NCAA Division I FBS 2016 negli Stati Uniti organizzata dalla National Collegiate Athletic Association (NCAA) per la Division I Football Bowl Subdivision (FBS), il livello più elevato del football universitario, è iniziata il 3 settembre e la sua stagione regolare si è conclusa il 12 dicembre 2016. La finale si è disputata il 9 gennaio 2017 e ha visto i Clemson Tigers conquistare il loro 2º titolo ai danni degli Alabama Crimson Tide.
Questa è stata la terza stagione in cui si è adottato il sistema chiamato College Football Playoff (CFP), che ha sostituito il precedente Bowl Championship Series (BCS).

## Bowl game e College Football Playoff
A partire dai playoff 2014–15, sei Bowl CFP ospitano le semifinali di playoff su rotazione. Per questa stagione, il Fiesta Bowl e il Peach Bowl hanno ospitato le semifinali, con le vincenti che si sono affrontate nella finale del campionato NCAA al Raymond James Stadium di Tampa, Florida.
|  | Semifinali | Semifinali | Semifinali |         |    | Finale  | Finale | Finale |  |
|  |            |            |            |         |    |         |        |        |  |
|  | 1          | Alabama    | 24         |         |    |         |        |        |  |
|  | 1          | Alabama    | 24         |         |    |         |        |        |  |
|  | 4          | Washington | 7          |         |    |         |        |        |  |
|  | 4          | Washington | 7          |         | 1  | Alabama | 31     |        |  |
|  |            |            |            |         | 1  | Alabama | 31     |        |  |
|  |            |            | 2          | Clemson | 35 |         |        |        |  |
|  | 2          | Clemson    | 2          | Clemson | 35 | 31      |        |        |  |
|  | 2          | Clemson    |            |         |    |         |        |        |  |
|  | 3          | Ohio State | 0          |         |    |         |        |        |  |

## Classifica finale CFP
| CFP | College          | Record | Bowl                         |
| 1   | Alabama          | 13–0   | Peach Bowl (Semifinale CFP)  |
| 2   | Clemson          | 12–1   | Fiesta Bowl (Semifinale CFP) |
| 3   | Ohio State       | 11–1   | Fiesta Bowl (Semifinale CFP) |
| 4   | Washington       | 12–1   | Peach Bowl (Semifinale CFP)  |
| 5   | Penn State       | 11–2   | Rose Bowl                    |
| 6   | Michigan         | 10–2   | Orange Bowl                  |
| 7   | Oklahoma         | 10–2   | Sugar Bowl                   |
| 8   | Wisconsin        | 10–3   | Cotton Bowl Classic          |
| 9   | USC              | 9–3    | Rose Bowl                    |
| 10  | Colorado         | 10–3   | Alamo Bowl                   |
| 11  | Florida State    | 9–3    | Orange Bowl                  |
| 12  | Oklahoma State   | 9–3    | Alamo Bowl                   |
| 13  | Louisville       | 9–3    | Citrus Bowl                  |
| 14  | Auburn           | 8–4    | Sugar Bowl                   |
| 15  | Western Michigan | 13–0   | Cotton Bowl Classic          |
| 16  | West Virginia    | 10–2   | Russell Athletic Bowl        |
| 17  | Florida          | 8–4    | 2017 Outback Bowl            |
| 18  | Stanford         | 9–3    | Sun Bowl                     |
| 19  | Utah             | 8–4    | Foster Farms Bowl            |
| 20  | LSU              | 7–4    | Citrus Bowl                  |
| 21  | Tennessee        | 8–4    | Music City Bowl              |
| 22  | Virginia Tech    | 9–4    | Belk Bowl                    |
| 23  | Pittsburgh       | 8–4    | Pinstripe Bowl               |
| 24  | Temple           | 10–3   | Military Bowl                |
| 25  | Navy             | 9–3    | Armed Forces Bowl            |

## Premi individuali

### Heisman Trophy
L'Heisman Trophy è assegnato annualmente al miglior giocatore dell'anno.
| Pos. | Finalisti       | College    | Ruolo | Punti |
| ---- | --------------- | ---------- | ----- | ----- |
| 1    | Lamar Jackson   | Louisville | QB    | 2.144 |
| 2    | Deshaun Watson  | Clemson    | QB    | 1.524 |
| 3    | Baker Mayfield  | Oklahoma   | QB    | 361   |
| 4    | Dede Westbrook  | Oklahoma   | WR    | 209   |
| 5    | Jabrill Peppers | Michigan   | LB    | 208   |

### Altri premi per il miglior giocatore
- Giocatore dell'anno dell'Associated Press: Lamar Jackson, Louisville
- Maxwell Award: Lamar Jackson, Louisville[3]
- Walter Camp Award: Lamar Jackson, Louisville
- Giocatore dell'anno per The Sporting News: Lamar Jackson, Louisville